# Brian Handley
Brian Handley (21 tháng 6 năm 1936 – 5 tháng 3 năm 1982) là một cầu thủ bóng đá người Anh thi đấu ở vị trí tiền đạo trung tâm. Ông sinh ra ở Wakefield, West Yorkshire.
Handley gia nhập Aston Villa vào tháng 9 năm 1957 từ Goole Town, nhưng phải đợi đến mùa giải 1959-60 mới ra mắt. Ông chuyển đến Torquay United vào tháng 9 năm 1960, ghi 32 bàn trong 82 trận cho đội bóng của Eric Webber trước khi xuống chơi ở bóng đá non-league.
Vào tháng 2 năm 1966, ông gia nhập Rochdale từ Bridgwater Town, nhưng chỉ thi đấu được 3 trận trước khi lại rời Football League.